# Кристиан, Клаудия
Клаудия Энн Кристиан (англ. Claudia Ann Christian, фамилия при рождении — Коглэн (англ. Coghlan); род. 10 августа 1965, Глендейл) — американская актриса

, писательница, певица

, музыкант и режиссёр.
Её самой знаменитой ролью была и остаётся роль Сьюзен Ивановой в научно-фантастическом телесериале «Вавилон-5», который она неожиданно покинула после 4-го сезона, не закончив переговоры о съёмках в последнем, пятом (её появление в последней серии пятого сезона связано с тем, что эта серия была снята для 4-го сезона). До «Вавилона-5» она была известна, по преимуществу, ролями жертвы в фильме «Скрытый враг» (1987), полицейского психолога в фильме «Маньяк-полицейский 2» (1990), модели в фильме «Околдованный» (1993), а также ролью Мелоди в телесериале «Берренджеры» (1985). Актриса позировала обнажённой для октябрьского номера «Плейбоя» за 1999 год.
В 2004 году вернулась на театральную сцену (в Лагуна-Бич, Калифорния, где оканчивала школу), исполнив роль премьера в пьесе Майкла Веллера What the Night Is For. В 2005 году снялась в комедии BBC «Испорченный телефон». В 2006 году сыграла Жанин Фостер в аудиопостановке The Reaping.

## Избранная фильмография
- 1985 — Берренджеры / Berrenger’s — Мелоди Хьюз
- 1987 — Скрытый враг / The Hidden — Бренда Ли Ван Бюрен
- 1989 — Арена / Arena — Куинн
- 1989 — Квантовый скачок / Quantum Leap — Элисон Гримсли
- 1990 — Без ума от тебя / Mad About You — Кейси
- 1990 — Маньяк-полицейский 2 / Maniac Cop 2 — Сьюзан Райли
- 1990 — Надземелье / Gnome Named Gnorm — Саманта Кристиан
- 1991 — Она написала убийство / Murder, She Wrote — Бонни Дженкс Хастингс
- 1991 — Матушка / Mom — Вирджиния Монро
- 1991 — Бездомные твари / Strays — Клэр Ледерер
- 1993 — Околдованный / Hexed — Хексина
- 1993 — Мысли в тумане / Relentless: Mind of a Killer — Линн Харди
- 1993 — Коломбо / Columbo — Лиза Мартин
- 1994 — Погоня / The Chase — Ивонн Восс
- 1994—1998 — Вавилон-5 / Babylon 5 — Сьюзен Иванова
- 1999 — Замена 3: Победитель получает всё / The Substitute 3: Winner Takes All — Энди
- 2002 — Ни жив ни мёртв / Half Past Dead — специальный агент Эллен Уильямс
- 2006 — Последнее пророчество / The Garden — доктор Кейрнс
- 2011 — Гримм / Grimm — миссис Кларк
- 2012 — Накануне вечером / Overnight — Сэнди
- 2013 — Мыслить как преступник / Criminal Minds — агент Гретчен Стерн
- 2014 — Отвязная Калифорния / California Scheming — мама
- 2014 — Менталист / The Mentalist — Грета Фортенски

## Музыкальные записи
- The Be Five — Trying to Forget